# Gratangsbotn
Gratangsbotn (nordsamiska: Rivttákbahta) är en ort i Gratangens kommun i Troms fylke i norra Norge. Orten ligger där fylkesväg 825 möter fylkesväg 7808, vid sidan av Europaväg 6, längst inne vid Gratangsbotn, som också är en benämning på den innersta delen av fjorden Gratangen.